# جوزلو (زاده ۱۹۹۰)
جوزلو (انگلیسی: Joselu؛ زادهٔ ۱۷ اوت ۱۹۹۰) بازیکن فوتبال اهل اسپانیا است.
از باشگاه‌هایی که در آن بازی کرده‌است می‌توان به باشگاه فوتبال کوردوبا، باشگاه فوتبال گرانادا، و باشگاه فوتبال آلمریا اشاره کرد.